# Giambattista Grilli Rossi
Giambattista Grilli Rossi (* 5. Oktober 1768 in Bologna; † 2. Januar 1837 ebenda) war ein italienischer Dichter und Schriftsteller.

## Leben
Giambattista Grilli Rossi stammte aus angesehener Familie und erhielt eine gute Erziehung. Durch den großen Eifer, mit dem er im Seminar die Rhetorik und Philosophie studierte, erwarb er sich schon als Jugendlicher das Lob seiner Lehrer. Nach Absolvierung seiner Gymnasialstudien bezog er die Universität seiner Vaterstadt, um Jurisprudenz zu studieren. 1791 wurde er zum Doktor der Rechte promoviert. Fünf Jahre später starb sein Vater. Er sah sich nun nach einer Stellung um und wurde Sekretär beim Grafen Lupari. 1806 trat er in gleicher Stellung in die Dienste des Grafen Pallavicini über, bei dem er bis 1814 blieb. In diesem Jahr wurde er als Professor der Beredsamkeit und Poesie an die Universität Bologna berufen. Ein Jahr später verheiratete er sich und lebte in glücklicher Ehe bis 1821, als seine Gattin starb und er in der Religion Trost für den Verlust suchte.
Grilli wandte sich als Schriftsteller nicht der juristischen Literatur zu, sondern betätigte sich lieber als Dichter. Eine große Bescheidenheit zeichnete ihn als Dichter und Redner aus; das Urteil und Lob weniger Freunde, die ihm kompetent erschienen, war ihm lieber als die Gunst der Menge.

## Werke

### Gedichte
- A Maria Vergine Trionfatrice. Ode saffica, Bologna 1799
- Il Canario Silfo. Terze rime, Bologna 1800
- Al celebre aereonauta Francesco Zambeccari nel secondo suo esperimento. Stroffete primi d’un Bolognese, Bologna 1804
- A Santa Cecilia V. M. Strofette, Bologna 1805
- Anacreontiche, Bologna 1807; vemehrte Auflage 1811
- In lode del Signore Jacopo de Maria Scultore. Canzone, Bologna 1811
- Tragedie, Favola boschereccia, ditirambo e poemetto, Bologna 1818 (dichterische Produkte aus Grillis verschiedenen Entwicklungsstufen)
- L’undici di Marzo, natale di Torquato Tasso. Canzone alla greca, Bologna 1831
- Canzoni e Madrigale in morte dell’ egregia donzella Carolina Ghedini, Bologna 1836

### Reden
- Orazione detta nella solenne essequie celebrate a Gaetano Gandolfi pittore, Bologna 1802
- Orazione in lode delle belle arti, Bologna 1809
- Della tranquillità negli studi, Orazione,  Bologna 1818
- Delle lodi di Fernando Antonio Ghedini poeta lirico bolognese, Bologna 1820
- Elogio di Arione Metinese, Bologna 1822
- Delle lodi del Marchese Gian Gioseffo Orsi, letterato bolognese, Bologna 1822
- Oratio habita in archigymnasio Bononiensi quum primum ex instituto Leonis XII. Pont. Max. studia solemniter instaurarentur, Bologna 1824
- Elogio de Marchese Pir. Malv. Lupari, in: Collezione scelta di cento Monumenti sepolcrali nel comun cimitero di Bologna, Faszikel  III, Bologna 1825